# Miloslav Balun
MUDr. Miloslav Balun, (14. prosince 1920, Tešice u Hodonína - 25. prosince 1994, Vídeň) byl československým reprezentantem v krasobruslení.

## Sportovní kariéra
Vynikal ve dvou sportech - volejbalu a krasobruslení. Ve volejbalu byl členem národního akademického družstva. Byl trenérem družstva žen Královo pole Brno, kde se v roce 1946 seznámil se svojí budoucí manželkou Soňou. Společně vytvořili v roce 1948 sportovní pár v krasobruselní. V letech 1950-1955 byli šestkrát po sobě mistry republiky a podařilo se jim získat také bronzovou medaili na mistrovství Evropy 1954 v Bolzanu. Kariéru ukončili v roce 1955 z důvodu narození dcery.

## Trenérská kariéra
Trenérské práci se začal věnoval již v průběhu své sportovní kariéry. Od roku 1953 trénoval úspěšnou skupinu armádních krasobruslařů, ke které patřil i on se svou ženou. Dva roky trénoval v Moskvě nadějné sovětské krasobruslaře (Alexej Mišin, Stanislav Žuk, Tamara Moskvinová, Taťjana Tarasovová). 1967 na základě smlouvy s Pragosportem se přestěhoval do Rakouska, kde trénoval linecký ASKÖ.

## Osobní život
Narodil se na Moravě v Tešicích u Hodonína. Za války v rámci zabrání Sudet byl nucen se s rodiči vystěhovat, nemohl ani studovat, protože byly zavřeny české vysoké školy. Vystudoval po válce, stal se doktorem medicíny. Lékařské práci se věnoval paralelně i s trenérskou prací. Pracoval na orthopedii Nemocnice na Karlově náměstí. Po přestěhování do Rakouska získal i tam místo lékaře. Po okupaci ČSSR vojsky Varšavské smlouvy v roce 1968 se manželé Balunovi rozhodli neuposlechnout příkaz k návratu do vlasti a zůstali v Rakousku. Svůj pobyt se marně snažili legalizovat. V nepřítomnosti byli československými úřady odsouzeni na 1,5 roku nepodmíněně.